# Xavier González (balonmanista)
Xavier González Unciti (Pamplona, 10 de diciembre del 2004) es un jugador de balonmano español del Balonmano Anaitasuna e internacional con la selección española de balonmano.

## Biografía
Xavier nació en Pamplona en 2004. En 2022 anunció que estudiaría en la Facultad de Ciencias de la Actividad Física y del Deporte.
Comenzó en 2010 a jugar en el Balonmano Anaitasuna. Juega en la selección española de Balonmano.